# Cœur du cheval
Pour un article plus général, voir Cœur.

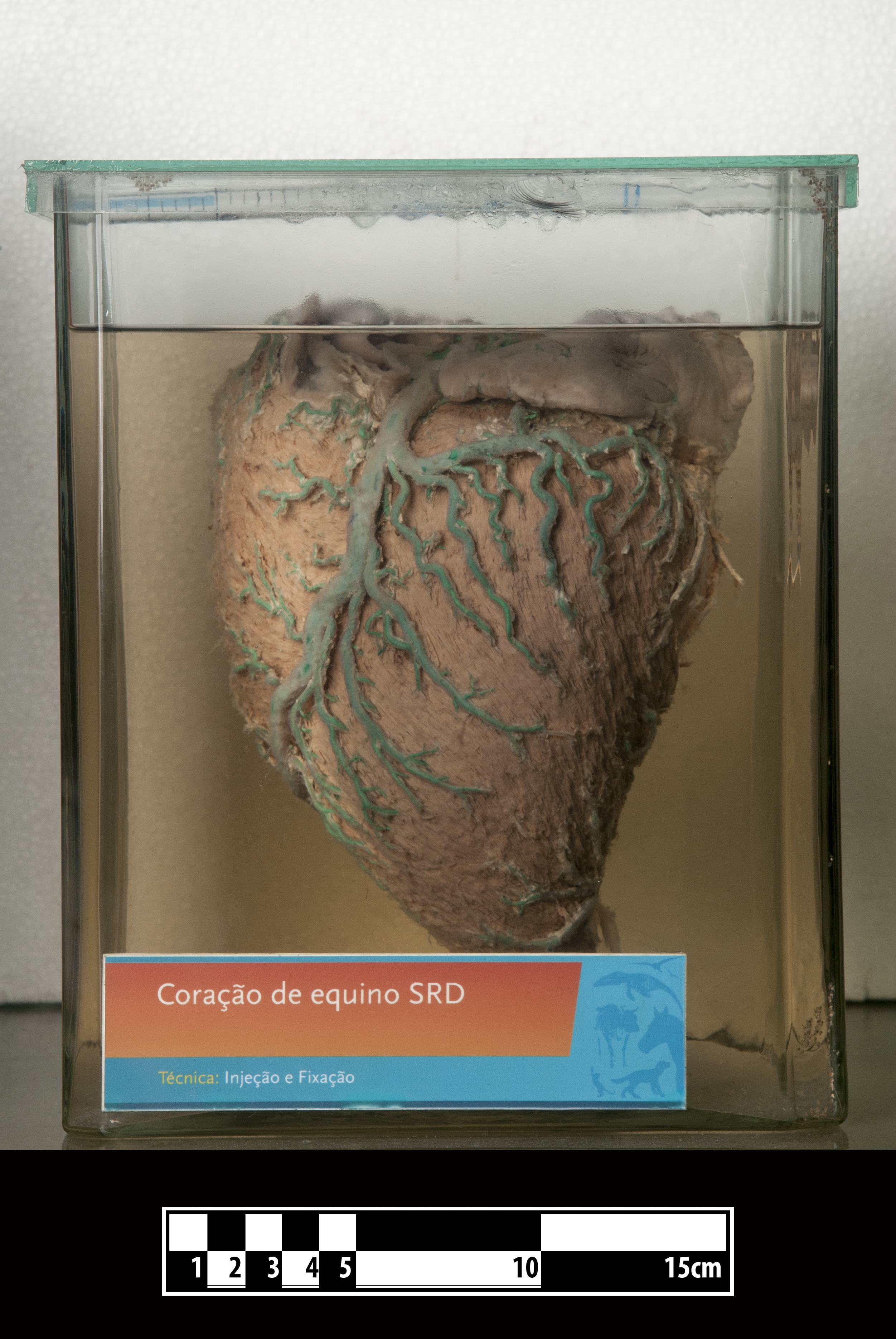
Cœur de cheval, avec mise en évidence du réseau veineux et artériel.

Le cœur du cheval est un organe de l'anatomie du cheval.

## Description
Des chevaux de course comme Secretariat, Eclipse et Phar Lap sont cités pour avoir eu un coeur particulièrement gros.
Un cas d'hypertrophie cardiaque est étudié en 1863, aboutissant à une détermination du poids de l'organe de 5,2 kg.

## Pathologies
Le cheval domestique peut souffrir d'endocardite.
Les arythmies cardiaques affectent le plus souvent le bloc auriculo-ventriculaire du deuxième degré, d'après l'étude de 159 sujets belges.

## Art vétérinaire
Le premier électrocardiogramme du cheval est enregistré en 1913 par Nörr, à l'aide d'un appareil fourni par l'entreprise Siemens. Les premiers essais fructueux de phonocardiographie du cheval sont réalisés dans les années 1930, ce qui permet de repérer d'éventuels troubles du rythme tels que la tachycardie. Le cathétérisme cardiaque du cheval est possible depuis les années 2000.